# Emich de Flonheim
Emich de Flonheim (antigament escrit Emicho) fou un senyor feudal de Renània que visqué al segle xi. Fou un dels voluntaris que respongueren a la crida de la Primera Croada, però no arribà a lluitar en Terra Santa. Es feu famós per la massacre de jueus de Magúncia el maig del 1096, però no se sap del cert si en fou el seu instigador o si només fou un dels membres de la follia col·lectiva. També se li atribuí la participació en la resta de massacres jueves de Renània, part de l'alçament popular anomenat croada del poble, o si això tan sols forma part de la llegenda que l'envolta.

## Orígens familiars
Emich provenia d'una família noble de Francònia, els Emicònides, una branca de la dinastia sàlia que, des del segle ix, foren els governants hereditaris de Lehnsleute, al Nahegau. Potser es tracti d'Emich VI (1076-1123), pare del primer en portar el títol de Wildgravi, Emich I (1103-1135), i del primer comte de Veldenz, Gerlach I (1112-1146), i avi d'Emich II de Leiningen († abans del 1138), els avantpassats de la família comtal Leiningen.

## Resposta a la primera croada
El papa Urbà II, en el concili de Clermont del 1095, llançà la crida per una expedició militar per conquerir Terra Santa. Per desgràcia, no només els guerrers s'allistaren sinó també molts camperols i malfactors, empesos per la predicació de fanàtics com Pere l'Ermità. La versió de Pere arribà abans que la del papa i influí fortament en el comte Emich, el qual deia que Crist se li havia aparegut. Aquest predicador, imbuït per l'Evangeli de Lluc, se sentia escollit per complir la profecia del final dels temps. Emich es proposà anar cap a Constantinoble i allà comandar un exèrcit amb el títol de "Darrer Emperador del Món", per fer complir la profecia. Imaginava que tots els exercits cristians, grecs i llatins, se li unirien per anar a prendre Jerusalem als sarraïns, cosa que propiciaria la segona arribada de Jesús i la derrota definitiva de l'anticrist.

## Els seguidors d'Emich
Emich aplegà uns quants voluntaris alemanys i francesos el maig del 1096, entre els quals hi havia gent molt peculiar com ara un grup que veneraven una oca, la qual creien que estava posseïda per l'Esperit Sant. Però no tots eren camperols ignorants, també hi havia nobles i cavallers com Drogo de Nesle, Hartmann I, el comte de Dillingen-Kyburg, Tomàs de Marle i Guillaume de Melun. Altres seguidors eren burgesos i persones instruïdes, com ara clergues, els quals havien de ser conscients que les conversions forçades estaven prohibides segons les normes de l'Església.

## Les massacres de Renània
El paper exacte que tingué el comte Emich en les massacres de Renània i les conversions forçades de jueus just abans de començar la primera croada ha estat objecte de debat entre els historiadors. Hi havia diverses tropes que es desplaçaven cap a Terra Santa passant per Renània, per exemple una predicada per Pere l'Ermità i el seu seguici que, per allà on passava anava culpant els jueus de tots els mals, i que els empenyia a aportar diners per rentar la seva culpa. Tot i que Emich ha estat freqüentment esmentat en les massacres de Colònia (Alemanya) i Worms, hi ha poques fonts documentals fiables que demostrin la seva implicació, ja que les úniques fonts que l'esmenten són fonts secundàries. De fet, l'única massacre de què realment se'n tenen proves és la de Magúncia. En un text contemporani als fets, anomenat Anònim de Magúncia, es diu que Emich va estar a Espira durant les massacres, però clarament diu que no hi participà en els actes violents. Per tant, és poc probable que fos el cap que liderà les persecucions de jueus a Metz i Trèveris, ja que no hi és esmentat.
A Magúncia vivia una de les comunitats de jueus més gran d'Europa. Aquests es temien el pitjor, ja que havien sentit a parlar de les persecucions en altres ciutats de Renània, anaren a demanar protecció a l'arquebisbe Ruthard i als senyors de la vila quan saberen que s'aproximava una multitud enfollida, fins i tot els oferiren diners i els objectes de valor que tenien a canvi. En un intent d'aturar els aldarulls, Ruthard manà tancar les portes de la muralla i permeté l'entrada de jueus al palau bisbal. Això no obstant, uns simpatitzants dels esvalotadors els obriren les portes de Magúncia i començaren l'atac.
Albert d'Aquisgrà escrigué un relat d'aquests fets, segons el qual milers de croats van penetrar al saló del palau bisbal trencant les portes i massacraren indiscriminadament els jueus que s'hi havien refugiat, sense importar l'edat o el sexe. Van fer servir espases, llances, arcs i fletxes, per matar uns 1.100 jueus al llarg de dos dies en què regnà el caos, només uns pocs se'n salvaren perquè juraren convertir-se al cristianisme. L'historiador jueu Solomon Bar-Simson aporta una descripció semblant de la violència. Ambdós cronistes esmenten nombrosos suïcidis per part dels jueus, que no veien sortida a la seva situació.
Un fet que caracteritzà Emich i la seva gent, a diferència d'altres exèrcits croats, és que no acceptaren de ser dissuadits del seu propòsit mitjançant suborns. És clar que enriquir-se no era la seva motivació, a diferència d'altres relats sobre la vida d'Emich. Els diners eren òbviament necessaris per arribar a Terra Santa, per tant haguèssin pogut acceptar els que els oferien els jueus i continuar el seu viatge sense desplegar violència, però van triar matar tots els que en trobaven sense ni tan sols provar de convertir-los. Els empaitaren escorcollant cada racó de la ciutat. Segons l'Anònim de Magúncia, l'actuació d'Emich fou la següent: 
«Ell era el principal persegidor. No tingué pietat amb els més vells, ni amb els homes joves, ni amb les dones joves, hi amb els nens i nadons, ni amb els malalts. Ell convertí el poble del Senyor en pols que calia ser trepitjada. Als joves els traspassà amb l'espasa i a les dones prenyades les obrí en canal.»
L'antisemitisme i la gran quantitat de morts és un altre aspecte que distingí la massacre de Magúncia dels altres atacs perpetrats a Renània. Alguns historiadors creuen que aquest odi partia d'un context més ampli basat en la interpretació de l'Apocalipsi , en un moment en què els croats creien en la imminent fi del món, quan el joc entre el bé i el mal acabaria. La fi dels dies es precipitaria quan els cristians tinguessin control de Jerusalem i els jueus es convertissin a la fe vertadera. Altres creuen que aquest odi procedia de la mateixa croada que, en ser convocada, donà lloc a discussions entre la gent sobre si el destí havia de ser Jerusalem o només el Sant Sepulcre, on el cos de Jesucrist havia estat, i es comentava el paper que els jueus havien tingut en la crucifixió de Jesús. El cronista Bar-Simsom en dona un exemple d'aquesta actitud quan narra el comentari que un croat va fer a un jueu : "Tu ets el descendent d'aquells que van matar l'objecte de la nostra veneració, pengem-lo d'un arbre. I ell mateix havia dit, 'arribarà un dia en què els meus descendents vindran per venjar la meva sang.' Nosaltres som els seus descendents i és, per tant, el nostre deure venjar-lo de vosaltres que no creieu en Ell."
Els jueus i els musulmans gairebé no eren distingits els uns dels altres al segle xi, ja que ambdós grups eren no cristians i considerats agents del mal, conspiradors contra la Cristiandat. Per tant, no és d'estranyar que encara que la croada s'hagués convocat contra els musulmans que s'havien apoderat de Terra Santa, acabés desviada cap a la ètnia jueva, cosa que venia secundada per les idees apocalíptiques.

## Desintegració de l'exèrcit d'Emich
La tropa d'Emich seguí el seu camí des del Rin fins al Danubi, penetrant en territori hongarès. Allà, quan se'ls acabà el menjar i els diners, molts d'ells començaren a robar. Això va fer que els hongaresos els veiessin com a enemics i els matessin per defensar les seves propietats; la resta s'afanyaren a unir-se a altres exèrcits de croats. Emich, en quedar-se sense seguidors, tornà a la seva terra, on fou rebut amb la rancúnia de la seva família per no haver complert la promesa de capturar Jerusalem.

## La llegenda d'Emich
Es diu que el comte Emich fou empès a actuar mogut per una visió divina. En aquella visió un apòstol li donava una corona en la «Grècia llatina» i li prometia «la victòria sobre els seus enemics». Aquesta visió enllaça amb la llegenda medieval del Darrer emperador romà: un home que ret el seu «poder terrenal a Déu» i posa la seva força al servei de la destrucció dels enemics del cristianisme. En la llegenda, l'objectiu del Darrer emperador romà era restaurar el poder de Déu en Terra Santa i per aconseguir-ho, l'escollit tindria una visió i s'esperava d'ell que matés o convertís els no cristians. Els qui coneixien el comte Emich i creien en la seva visió ho van relacionar amb la dita llegenda i li van posar la fama de ser l'instigador principal de les massacres de Renània.
Cronistes com Ekkehard, van interpretar la visió del comte Emich com un renaixement, una redempció. Ekkehard era un monjo d'Aura que més endavant, l'any 1100, s'uniria a la croada. Ekkehard, en el seu relat, descriu el comte Emich com una persona que havia estat un tirà però que havia sentit la crida de Déu mitjançat una revelació com la del rei Saül. Albert d'Aquisgrà dona a entendre en el seu relat que el comte Emich fou el principal líder de les massacres de Renània en frases com: «Emich i la resta de la seva tropa.» La visió d'Emich fou important perquè els altres el consideressin el seu líder. Fins i tot després de la seva mort la llegenda sobre la seva persona continuà, assegurat que l'ànima d'Emich estava guardant les portes de Renània.